# ドイツ・ブンデスリーガ1972-1973
フースバル・ブンデスリーガ 1972-1973はドイツサッカー協会 (DFB) によって開催された男子全国最上位リーグの第10シーズン目である。FCバイエルン・ミュンヘンが連覇し、4回目のドイチャー・フースバルマイスターの座に就いた。

## 概要
今季は1972年ミュンヘンオリンピックの影響で、従来より遅く1972年9月16日に開幕し、1973年6月9日に終了した。
ドイツ王座防衛者バイエルンは、1968-1969シーズンの優勝以来自身二度目となる開幕節から最終節までの首位貫徹、そして2位に勝ち点11差をつける余裕ぶりで、4節を残して連覇を決めた。個人面でも、ゲルト・ミュラーが36点を挙げ得点王のタイトルを防衛。昨季準王者のFCシャルケ04は、ブンデスリーガ・スキャンダルへの所属選手の関与・追放処分で打撃を受け、16位に沈んだ。
2位1.FCケルン、3位フォルトゥナ・デュッセルドルフ、昇格組の4位ヴッパーターラーSV、6位・DFBポカール準優勝のVfBシュトゥットガルトが、UEFAカップ出場を決めた。5位のボルシア・メンヒェングラートバッハは、宿敵ケルンとのポカール決勝を2-1で制し優勝、カップウィナーズカップ出場を決めた。また、この試合は決勝点を挙げたギュンター・ネッツァーの移籍前ラストゲームでもあった。この結果、リーグ5位のUEFAカップ出場権がシュトゥットガルトに譲渡された。

### 脅迫事件
1972年11月18日の第13節、1.FCカイザースラウテルン-FCバイエルン・ミュンヘン (2-1)戦は予想される観客数を考慮して、本来の開催地ベッツェンベルクシュタディオンではなく、近隣のルートヴィヒスハーフェン・アム・ラインにあるズュートヴェストシュタディオンで行われた (観衆54000人)。試合前、バイエルンの代表選手フランツ・ベッケンバウアーとゲルト・ミュラーに対して誘拐の脅迫があり、試合前のバイエルンのウォームアップは、サブマシンガン装備の18人の警官に護衛された。

## 順位表[4]
| 順 | チーム                                   | 試 | 勝 | 分 | 敗 | 得 | 失 | 差  | 点 | 出場権または降格                            |
| -- | ---------------------------------------- | -- | -- | -- | -- | -- | -- | --- | -- | ------------------------------------------- |
| 1  | FCバイエルン・ミュンヘン (C)             | 34 | 25 | 4  | 5  | 93 | 29 | +64 | 54 | UCC出場                                     |
| 2  | 1.FCケルン                               | 34 | 16 | 11 | 7  | 66 | 51 | +15 | 43 | UC出場                                      |
| 3  | フォルトゥナ・デュッセルドルフ           | 34 | 15 | 12 | 7  | 62 | 45 | +17 | 42 | UC出場                                      |
| 4  | ヴッパーターラーSV                       | 34 | 15 | 10 | 9  | 62 | 49 | +13 | 40 | UC出場                                      |
| 5  | ボルシア・メンヒェングラートバッハ       | 34 | 17 | 5  | 12 | 82 | 61 | +21 | 39 | CWC出場                                     |
| 6  | VfBシュトゥットガルト                    | 34 | 17 | 3  | 14 | 71 | 65 | +6  | 37 | UC出場                                      |
| 7  | キッカース・オッフェンバッハ             | 34 | 14 | 7  | 13 | 61 | 60 | +1  | 35 |                                             |
| 8  | アイントラハト・フランクフルト           | 34 | 15 | 4  | 15 | 58 | 54 | +4  | 34 |                                             |
| 9  | 1.FCカイザースラウテルン                 | 34 | 12 | 10 | 12 | 58 | 68 | −10 | 34 |                                             |
| 10 | MSVデュイスブルク                        | 34 | 12 | 9  | 13 | 53 | 54 | −1  | 33 |                                             |
| 11 | ヴェルダー・ブレーメン                   | 34 | 12 | 7  | 15 | 50 | 52 | −2  | 31 |                                             |
| 12 | VfLボーフム                              | 34 | 11 | 9  | 14 | 50 | 68 | −18 | 31 |                                             |
| 13 | ヘルタBSC                                | 34 | 11 | 8  | 15 | 53 | 64 | −11 | 30 |                                             |
| 14 | ハンブルガーSV                           | 34 | 10 | 8  | 16 | 53 | 59 | −6  | 28 |                                             |
| 15 | FCシャルケ04                             | 34 | 10 | 8  | 16 | 46 | 61 | −15 | 28 |                                             |
| 16 | ハノーファー96                           | 34 | 9  | 8  | 17 | 49 | 65 | −16 | 26 |                                             |
| 17 | アイントラハト・ブラウンシュヴァイク (R) | 34 | 9  | 7  | 18 | 33 | 56 | −23 | 25 | フースバル・レギオナルリーガ1973–1974に降格 |
| 18 | ロート＝ヴァイス・オーバーハウゼン (R)   | 34 | 9  | 4  | 21 | 45 | 84 | −39 | 22 | フースバル・レギオナルリーガ1973–1974に降格 |

1. ↑  DFBポカール1972-1973（ドイツ語版）優勝・リーグ5位のボルシアMGがUEFAカップウィナーズカップ 1973-74出場決定、ポカール準優勝の1.FCケルンはリーグ2位でUEFAカップ 1973-74出場を決めたので、ボルシアMGのUEFAカップ出場権はリーグ6位のVfBシュトゥットガルトに譲渡された。

## 得点ランキング[8]
| 順位 | 国籍         | 選手                   | クラブ                             | 得点数 |
| ---- | ------------ | ---------------------- | ---------------------------------- | ------ |
| 1    | 西ドイツの旗 | ゲアト・ミューラー     | FCバイエルン・ミュンヒェン         | 36     |
| 2    | 西ドイツの旗 | ユップ・ハインケス     | ボルシア・メンヒェングラートバッハ | 28     |
| 3    | 西ドイツの旗 | ギュンター・プレッパー | ヴッパーターラーSV                 | 21     |
| 4    | 西ドイツの旗 | エアヴィン・コステデ   | キッカース・オッフェンバッハ       | 19     |
| 5    | 西ドイツの旗 | ハンス・ヴァリツァ     | VfLボーフム                        | 18     |

## FCバイエルン・ミュンヘンのマイスターマンシャフト[9]
| 1. | FCバイエルン・ミュンヘン |
|    | - GK: ゼップ・マイアー (34試合/-得点) - DF: フランツ・ベッケンバウアー (c) (34/6); ヨニー・ハンセン (1943年生まれのサッカー選手) (34/1); ゲオーク・シュヴァーツェンベック (34/1); パウル・ブライトナー (32/4); ゲアノート・ローア (3/–); ギュンター・リバーチク (2/–); ヘアバート・ツィマーマン (サッカー選手) (1/–) - MF: フランツ・ロート (32/5); ベアント・デュアンベアガー (31/3); フランツ・クラウトハウゼン (29/4); ライナー・ツォベル (28/2) - FW: ウリ・ヘーネス (34/17); ゲアト・ミュラー (33/36); ヴィリ・ホフマン (サッカー選手) (24/9); エトガー・シュナイダー (16/3); ハンス・イェーク (3/–) - 監督: ウードー・ラテック |

## 移籍市場

### FCバイエルン・ミュンヘン
今季成績： 1位, 監督： ウド・ラテック, 1971/72: 1位
| 入団 | - ベアンハート・デュアンベアガー, 31-3, ESVフライラッシンク, ユーゲント西ドイツ代表選手 - マティアス・オーバーマイアー, 出場なし, ESVフライラッシンク - ハンス・イエーアク, 3-0, FCケンプテン, ランデスリーガ (以下LL)・ズュート - ゲアノート・ローア, 3-0, VfLネッカーアウ, アマトゥーアリーガ (以下AL)・ノルトバーデン - ヘアバート・ツィマーマン (サッカー選手), 1-0, FVエンゲアス, ラインラントリーガ - ズラトコ・シュコリッチ, 出場なし, VfBシュトゥットガルト, BL - ゲオーク・ヴァイス (サッカー選手), 出場なし, ユーゲントから昇格 - マーティン・ヴィルトグーバー, 出場なし, アマチュアから昇格, LLズュート |
| 退団 | - フランツ・ゲアバー (サッカー選手), FCザンクト・パウリ, RLノルト - ヘアヴァート・コッペンヘーファー, VfBシュトゥットガルト, BL - ヘアバート・シュレーダー (サッカー選手), SK VÖESTリンツ |

### 1. FCケルン
今季成績： 2位, 監督： ルディ・シュロット → ギュラ・ローラーント, 1971/72: 4位
| 入団 | - ライナー・ゲーバウアー, 19-3, BSVロレバー, ベツィルクスクラッセ・ミッテルライン - ヘアバート・ハイン, 17-3, ユーゲントから昇格 - ヘアバート・ノイマン (サッカー選手), 17-0, ユーゲントから昇格 - リカルド＝オラシオ・ノイマン, 6-2, CAチャカリータ・ジュニオールス - ヘアバート・ミューレンベアク, 2-1, アマチュアから昇格, フェアバンツリーガ・ミッテルライン - ハーアルト・シューマッハー, 出場なし, SpVgg. SWデューレン/ユーゲント, ベツィルクスクラッセ・・ミッテルライン, St. 4 - ゲオーク・ボスバッハ, 出場なし, ユーゲントから昇格, 1972年9月13日死去 |
| 退団 | - ヴェアナー・ビスクプ, RFCリエージュ - ベアント・ルップ, ボルシア・メンヒェングラートバッハ, BL - カールハインツ・フォルツ, FSVフランクフルト, ALヘッセン - ヘアバート・ミューレンベアク, SVバイアー04レーヴァクーゼン, レギオナルリーガ (以下RL)・ヴェスト, シーズン途中 - カール＝ハインツ・ティーレン, 1. FCケルンのマネージャー就任 |

### フォルトゥナ・デュッセルドルフ
今季成績： 3位, 監督： ハインツ・ルーカス, 1971/72: 13位
| 入団 | - ゲアト・ツェーヴェ, 34-9, ボルシア・ノインキルヒェン, RLズュートヴェスト - ディーター・ブライ, 15-0, DSCアルミニア・ビーレフェルト, BL - ハンス＝ゲオーク・クラウス, 7-0, アマチュアから昇格, フェアバンツリーガ・ニーダーライン - マイク・ガラーコス, 2-0, VfBボットロプ, LLニーダーライン - ハンス＝ヨアヒム・アーベル, 2-0, アマチュアから昇格, フェアバンツリーガ・ニーダーライン - ベアント・キップ, 出場なし, SGアイントラハト・ゲルゼンキルヒェン, RLヴェスト - ペーター・ズィヒマン, 出場なし, VfLクラフェルト=ガイスヴァイト, RLヴェスト |
| 退団 | - ヘアバート・グローネン, SWブレゲンツ - ローター・ヴェシュケ, SVレヒリンク・フェルクリンゲン, RLヴェスト - ペーター・ジヒマン, SVバイヤー04レヴァークーゼン, RLヴェスト, シーズン途中 - クラウス・イヴァンツィク, TuSリンゲン, フェアバンツリーガ・ヴェスト/ニーダーザクセン - ハインツ・レンゼン, アマチュア降格, フェアバンツリーガ・ニーダーライン - ヒルマー・ホッファー, 現役引退 |

### ヴッパーターラーSV
今季成績： 4位, 監督： ホアスト・ブーツ, 1971/72: BL昇格組
| 入団 | - ゲオーク・ユン (サッカー選手), 20-1, SCタスマニア1900ベルリン, RLベルリン - テオドーラ・ホーマン, 11-2, SCヴェストファリア・ヘルネ, RLヴェスト - ウルリヒ・ゲルハート, 11-0, SGヴァッテンシャイト09, RLヴェスト - ルドルフ・ノイフェルト, 3-0, SCヴェストファリア・ヘルネ, RLヴェスト - ペーター・レッダー, 3-0, アマチュアから昇格, ベツィルクスクラッセ・ベルク/マルク - クラウス・シュパネンクレープス, 1-0, 同上 |
| 退団 | - ヴィリ・ヤンツィク, ASVヴッパータール, LLニーダーライン - ユアゲン・レーア, SCウニオン・オーリークス, フェアバンツリーガ・ニーダーライン - フーゴー・リュトケボーマート, SCレックリンクハウゼン |

### ボルシア・メンヒェングラートバッハ
今季成績： 5位, 監督： ヘネス・ヴァイスヴァイラー, 1971/72: 3位
| 入団 | - ヘニング・イェンセン (1949年生まれのサッカー選手), 33-11, ノアスンズビーBK - ベアント・ルップ, 23-9, 1. FCケルン, BL - シュムエル・ローゼンタール, 13-1, ハポエル・ペタハ・ティクヴァ - アラン・シモンセン, 8-0, ヴァイレBK - アーダルバート・フーアマン, 7-0, BCアールヴァイラー/ユーゲント, ラインラントリーガ - ウルリヒ・シュティーリケ, 1-0, SpVgg06ケッチュ/ユーゲント, 2. ALライン=ネッカー St. 1 - ハンス・クリンクハマー, 出場なし, ユーゲントから昇格 |
| 退団 | - ウルリク・レ・フェーヴレ, クルプ・ブルッヘKV - ルートヴィヒ・ミュラー (サッカー選手), ヘルタBSC, BL - ハンス＝ユアゲン・ヴロカ, ペーター・ヴロカ, DSCアルミニア・ビーレフェルト, RLヴェスト - ハンス＝ユアゲン・グレーフェン, KSVホルシュタイン・キール, RLノルト - ヴィルフリート・シュテーフェンス, VfRノイス, ALニーダーライン |

### VfBシュトゥットガルト
今季成績： 6位, 監督： ヘアマン・エッペンホフ → ブランコ・ゼベツ, 1971/72: 8位
| 入団 | - ディーター・シュヴェムレ, 33-6, アマチュアから昇格, 1. ALノルトヴュルテンベルク - ディーター・ブレニンガー, 27-9, BSCヤング・ボーイス - ノアバート・ジークマン, 22-0, SCタスマニア1900ベルリン, RLベルリン - ヘアマン・リンドナー (サッカー選手), 6-1, TSVミュンヘン1860, RLズュート - ヘアヴァート・コッペンヘーファー, 5-0, FCバイエルン・ミュンヘン, BL - ヘルムート・ローレダー, 5-0, ユーゲントから昇格 - ボードー・ヨップ, 1-0, アマチュアから昇格, 1. ALノルトヴュルテンベルク, シーズン途中 - エックハート・ミュラー, 1-0, アマチュアから昇格, 1. ALノルトヴュルテンベルク, シーズン途中 |
| 退団 | - ヘアヴァート・コッペンヘーファー, キッカース・オッフェンバッハ, BL, シーズン途中 - ズラトコ・シュコリッチ, FCバイエルン・ミュンヘン, BL - ギュンター・アイゼレ, カールスルーアーSC, RLズュート, シーズン途中 - ゲアト・レーギッツ, 詳細不明 |

### キッカース・オッフェンバッハ
今季成績： 7位, 監督： ギュラ・ローラーント → クーノー・クレッツァー, 1971/72: BL昇格組
| 入団 | - マンフレート・リッチェル, 34-6, ボルシア・ドルトムント, BLから降格 - アーマント・タイス, 32-4, 1. FCニュルンベルク, RLズュート - ヨーゼフ・ヒッカースベアガー, 28-6, アウストリア・ヴィーン - ライナー・ブレヒシュミット, 18-1, ユーゲントから昇格 - ヘアヴァート・コッペンヘーファー, 6-0, VfBシュトゥットガルト, BL, シーズン途中 - ディーター・ミューラー (1954年生まれのサッカー選手), 2-0, ユーゲントから昇格 - ペーター・アンドレス (サッカー選手), 出場なし, VfB06グローサウハイム, クライスクラッセA/ハナウ - ヴィルフリート・ロース, 出場なし, ユーゲントから昇格 |
| 退団 | - ヴァルター・ベヒトルト, SVダルムシュタット98, RLズュート - ホアスト・ゲックス, ロート=ヴァイス・エッセン, RLヴェスト - ディーター・ホーホハイマー, ハンブルガーSV, BL - ヴァルター・クラウゼ (1953年生まれのサッカー選手), ハンブルガーSV, BL - ミオドラグ・ペトロヴィッチ (サッカー選手), 1. FCニュルンベルク, RLズュート - ヘルムート・シュミット, ボルシア・ドルトムント, RLヴェスト - ローラント・ヴァイダ, SpVgg05バート・ホンブルク, ALヘッセン |

### アイントラハト・フランクフルト
今季成績： 8位, 監督： エーリヒ・リベック, 1971/72: 5位
| 入団 | - ウーヴェ・クリーマン, 34-3, SCロート=ヴァイス・オーバーハウゼン, BL - カール＝ハインツ・ケーアベル, 18-0, FCドッセンハイム/ユーゲント, 2. ALライン=ネッカー St. 2 - ライムント・クラウト, 14-0, FC08ノイロイト, 1. ALノルトバーデン - ヨーゼフ・ホーフマイスター (サッカー選手), 10-1, フライブルガーFC, RLズュート - ギュンター・ヴィーンホルト, 4-0, FCジンゲン04, 1. ALシュヴァルツヴァルト=ボーデンゼー - ヨーゼフ・マーカート, 出場なし, SVグロースヴァルシュタット                                                                                            |
| 退団 | - ホアスト・ヘーゼ, ハンブルガーSV, BL, シーズン途中 - フリートヘルム・アオスト, 1. FSVマインツ05, RLズュートヴェスト - パウル＝ヴェアナー・ホフマン, アイスバッハターラー・シュポルトフロインデ, RLズュートヴェスト - クアト・リッター (サッカー選手), DJKギュータースロー, RLズュートヴェスト - ディーター・ウンゲヴィッター, SVダルムシュタット98, RLズュート - マンフレート・ディール, SpVgg05バート・ホンブルク, ALヘッセン - ジークバート・フェークヘルム, SpVgg03ノイ=イゼンブルク, ALヘッセン - クラウス＝ペーター・シュタール, FSVフランクフルト, ALヘッセン |

### 1. FCカイザースラウテルン
今季成績： 9位, 監督： ディートリヒ・ヴァイゼ, 1971/72: 7位
| 入団 | - クラウス・トップメラー, 9-0, SVアイントラハト・トリアー, RLズュートヴェスト - ペーター・シュヴァーツ (サッカー選手), 4-1, アマチュアから昇格, 1. ALズュートヴェスト - ハインツ・ヴィルヘルミ, 3-1, 同上 - ヨーヒェン＝ベアント・ミューラー, 2-0, 同上 - ヴェアナー・ブレーム, 1-0, 同上 - ヴェアナー・ミヒェルバッハ, 1-0, 同上 - ハインツ・トップメラー, 出場なし, SVリフェニヒ, Aクラッセ・モーゼル - ハンス・フランツ, 出場なし, VfR06カイザースラウテルン, 1. ALズュートヴェスト |
| 退団 | - ハインツ＝ユアゲン・ヘンケス, ボルシア・ノインキルヒェン, ALズュートヴェスト - ハンス＝ペーター・フェヒト (サッカー選手), Sportinvalide - オットー・レーハーゲル, 現役引退, 1. FCザールブリュッケン監督就任, RLズュートヴェスト |

### MSVデュイスブルク
今季成績： 10位, 監督： ルドルフ・ファスナハト, 1971/72: 14位
| 入団 | - ヨニー・ハイ, 20-2, ブラオ=ヴァイス90ベルリン, RLベルリン - ヘアバート・ビュッサース, 20-0, VfBホンブルク, LLニーダーライン - エアンスト・ザフコヴィッチ, 14-0, ユーゲントから昇格 - クラウス・ブルックマン, 10-0, ユーゲントから昇格 - ローター・シュナイダー (サッカー選手), 3-0, ユーゲントから昇格 - ペーター・ツェストナロ, 出場なし, SSVランゲナオバッハ, グルッペンリーガ・ミッテ/ディルクライス - マーティン・ホルシャー, 出場なし, デュッセルドルファーSC99, LLニーダーライン - ライナー・トラウゴット, 出場なし, アマチュアから昇格, LLニーダーライン - ノアバート・ゾッベ, 出場なし, ユーゲントから昇格 - エアヴィン・ヘーミン, 出場なし, ユーゲントから昇格 |
| 退団 | - ヨハネス・リードル, ヘルタBSC, BL - ハインツ＝ペーター・ブーフベアガー, ヘルタBSC, BL - ライナー・ブッデ (サッカー選手), FCシャルケ04, BL, シーズン途中. - ゲアハート・ケンチュケ, SVバイアー04レーフェアクーゼン, RLヴェスト - ジョルジェ・パヴリッチ, ETB SWエッセン, RLヴェスト, シーズン途中 - ヘルムート・ロート (サッカー選手), UEサン・アンドレウ - ハートムート・ハイデマン, ゲルリア・ゲルダーン, LLニーダーライン, シーズン途中 |

### SVヴェルダー・ブレーメン
今季成績： 11位, 監督： ヨーゼフ・ピオンテク → ローバート・ゲプハート, 1971/72: 11位
| 入団 | - ペア・ルエントウェズ, 28-5, ブルンスホイBK, シーズン途中, 1972ミュンヘン五輪後 - マリオ・コントニー, 15-0, ヴィルヘルムスブルク09ハンブルク, LLハンブルク - ウーヴェ・エアケンレッヒャー, 5-0, アマチュアから昇格, LLブレーメン - ディーター・ティッペルト, 5-0, ハンブルガーSV, BL - ディーター・ブアデンスキ, 4-0, DSCアルミニア・ビーレフェルト, BL, (膝を負傷) - ベアント・ローゼンベアガー (サッカー選手), 2-0, アマチュアから昇格, LLブレーメン, シーズン途中                                                                                             |
| 退団 | - ユアゲン・ヴェーバー (1944年生まれのサッカー選手), ヘレニックFCケープタウン - ノアバート・シュターツァク, DJKギュータースロー, RLヴェスト - ヴィリ・ゲッツ, ハノーファー96, BL - カーシュテン・バウマン (1946年生まれのサッカー選手), KSVヘッセン・カッセル, RLズュート, シーズン途中 - フォルカー・シェットナー, ブレーマーハーフェン93, RLノルト - ペーター・ハーク, ロート=ヴァイス・ブラウンシュヴァイク, フェアバンツリーガ・オスト/ニーダーザクセン - アーノルト・シュッツ, 現役引退 - ヨーゼフ・ピオンテク, 現役引退, SVヴェルダー・ブレーメン監督に就任 |

### VfLボーフム
今季成績： 12位, 監督： ハインツ・ヘーアー → ヘアマン・エッペンホフ, 1971/72: 9位
| 入団 | - ミヒャエル・ラメック, 34-5, シュヴァルツ=ヴァイス・エッセン, RLヴェスト - ラインハート・マイグル, 28-6, シュヴァルツ=ヴァイス・エッセン, RLヴェスト - ヴェアナー・ショルツ (サッカー選手), 28-0, アレマニア・アーヘン, RLヴェスト - ヘアマン・ゲアラント, 20-1, ユーゲントから昇格 - クラウス＝ディーター・デヴィンスキ, 3-0, TSGヘルデッケ, ベツィルクスクラッセ・ハーゲン - ミヒャエル・エッガート, 2-1, アマチュアから昇格, ベツィルクスクラッセ St. 13, シーズン途中 - ペーター・ボム, 1-0, アマチュアから昇格, ベツィルクスクラッセ St. 13, シーズン途中 - ヴェアナー・ヤブロンスキ, 1-0, 現役復帰 |
| 退団 | - ディーター・フェム, SVウニオン・ザルツギッター, LLニーダーザクセン - ゲアト・ヴィーゼマンス, SCヴェストファリア・ヘルネ, LLヴェスト - ディーター・ツォルク, リューナーSV, RLヴェスト, シーズン途中 - ウードー・ベックマン, アマチュア降格, ベツィルクスクラッセ St. 13 - ヴェアナー・ヤブロンスキ, 一時的に引退 |

### ヘルタBSC
今季成績： 13位, 監督： ヘルムート・クロンスバイン, 1971/72: 6位
| 入団 | - ホルガー・ブリュック, 34-4, KSVヘッセン・カッセル, RLズュート - ゲアハート・グラオ, 28-1, KSVヘッセン・カッセル, RLズュート - ルートヴィヒ・ミュラー (サッカー選手), 29-4, ボルシア・メンヒェングラートバッハ, BL, シーズン途中 - ヨハネス・リードル, 25-1, MSVデュイスブルク, BL - ハンス・ヴァイナー, 21-2, テニス・ボルシア・ベルリン, RLベルリン - ホアスト・ヴォルター, 22-0, アイントラハト・ブラウンシュヴァイク, BL - クアト・ミュラー (1948年生まれのサッカー選手), 15-5, グラスホッパー・クルプ・チューリヒ, シーズン途中 - ゲアト・ヴェアトミューラー, 11-0, 1. FCザールブリュッケン, RLズュートヴェスト - クラウス＝ペーター・ハーニシュ, 9-0, ヘルタ03ツェーレンドルフ, RLベルリン - マンフレート・レンツ (サッカー選手), 7-0, SVアルセンボルン, RLズュートヴェスト - ハインツ＝ペーター・ブーフベアガー, 4-0, MSVデュイスブルク, BL - デーヴィッド・グッドウィン, 出場なし, ジャミストン・カリースFC |
| 退団 | - ハンス・エーダー (サッカー選手) 現役引退 - カール=ハインツ・フェアシュル, 現役引退 - ウーヴェ・ヴィット (サッカー選手), タッソ・ヴィルト, ミヒャエル・ケルナー (サッカー選手), 八百長スキャンダルによる出場停止、1981年まで - ヴォルフガン・ガイアー, ヘレニックFCケープタウン - ペーター・エンダース (サッカー選手), ダーバン・シティＦＣ - フォルクマー・グロース, ヘレニックFCケープタウン - ベアント・パツケ, ヘレニックFCケープタウン - アーノ・シュテッフェンハーゲン, ヘレニックFCケープタウン - ラースロー・ゲルゲイ (サッカー選手), ダーバン・シティFC - ハンス＝ユアゲン・シュペアリヒ, マウリッツバーグFC - ゾルタン・ヴァルガ (サッカー選手), FCアバディーン - ユアゲン・ルモーア, 八百長スキャンダルによる出場停止中, 1974年よりテニス・ボルシア・ベルリン, RLベルリン - ヴォルフガン・ジートカ, アンドレアス・シューマン (サッカー選手), アマチュア降格, LLベルリン - デイヴィッド・グッドウィン, ストーク・シティＦＣ, 1973年から - デートレフ・シュルツ (サッカー選手), SVアルミニア・ハノーファー, RLノルト |

### ハンブルガーSV
今季成績： 14位, 監督： クラウス＝ディーター・オクス, 1971/72: 10位
| 入団 | - ホアスト・ヘーゼ, 18-6, アイントラハト・フランクフルト, BL, シーズン途中 - ペーター・クロバッハ, 19-0, SpVggアンデルナハ, ラインラントリーガ - ペーター・ヒディーン, 19-0, ゲルマニア・メッテルニヒ, ベツィルクスリーガ・コブレンツ・ヴェスト - エトガー・ノプス, 5-0, ユーゲント/アマチュアから昇格, LLハンブルク - ホルガー・ハルテンホーフ, 1-0, 同上 - ヴァルター・クラウゼ (1953年生まれのサッカー選手), 5-0, キッカース・オッフェンバッハ, RLズュート - ディーター・ホーホハイマー, 出場なし, キッカース・オッフェンバッハ, RLズュート - ギュンター・ゼルケ, 出場なし, ユーゲント/アマチュアから昇格, LLハンブルク - クアト・アイグル (サッカー選手), 出場なし, SCライリンゲン, 2. ALライン=ネッカー St. 1 |
| 退団 | - ハンス＝ユアゲン・ヘルフリッツ, アイントラハト・ブラウンシュヴァイク, BL - ウーヴェ・ゼーラー, ユアゲン・クーアビューン, 現役引退 - ゲアト・デーアフェル, ハイランズ・パワー・ヨハネスブルグ - ユアゲン・ドリンゲルシュタイン, VfRバウムホルダー, 2. ALナーエ - ハインツ・ボン, DSCアルミニア・ビーレフェルト, RLヴェスト, シーズン途中 - ホルガー・ハルテンホーフ, KSVホルシュタイン・キール, RLノルト, シーズン途中 |

### FCシャルケ04
今季成績： 15位, 監督： イヴィツァ・ホルヴァート (サッカー選手), 1971/72: 2位
| 入団 | - ペーター・エームケ, 21-3, アマチュアから昇格, LLヴェストファーレン St. 3, シーズン途中 - ユアゲン・クライン (サッカー選手), 20-0, 同上 - ライナー・ブッデ (サッカー選手), 14-2, MSVデュイスブルク, BL, シーズン途中 - カール＝ハインツ・フライ, 9-0, VfRハイルブロン, RLズュート - マンフレート・ドゥブスキ, 8-0, ユーゲントから昇格, シーズン途中 - ローラント・コーズィエン, 2-0, ユーゲントから昇格 |
| 退団 | - ラインハート・リブダ, ハインツ・ファン・ハーレン, RCストラスブール - カール＝ハインツ・フライ, SpVgg07ルートヴィヒスブルク, RLズュート, シーズン途中 - ローラント・コーズィエン, SCヴェストファリア・ヘルネ, RLヴェスト, シーズン途中 - ライナー・ホフマン, 詳細不明 |

### ハノーファー96
今季成績： 16位, 監督： ハンス・ヒップ (-1973.3.1) →ハネス・バルダウス (1973.3.5-), 1971/72: 16位
| 入団 | - ルートヴィヒ・デンツ, 31-6, SCロート＝ヴァイス・オーバーハオゼン, BL - カール＝ハインツ・ムロスコ, 29-3, 1. FCニュルンベルク, RLズュート - ロルフ・ケーマー, 28-2, TuSブレーマーハーフェン93, RLノルト - エックハート・データーディン, 23-6, オリンピア・ヴィルヘルムスハーフェン, RLノルト - ローラント・シュテクマイアー, 16-2, DSCアルミニア・ビーレフェルト, RLヴェスト - クリスティアン・ルドツキ, 4-1, エストゥディアンテス・デ・ラプラタ - ペドロ・ミラシンチッチ, 3-1, TSVマール=ヒュルス, ALヴェストファーレン Gr. 1 - ヴェアナー・フックス (サッカー選手), 出場なし, SVアルセンボルン, RLズュートヴェスト - ヴィリ・ゲッツ, 出場なし, SVヴェルダー・ブレーメン, BL |
| 退団 | - フェアディナント・ケラー (サッカー選手), ハンス＝ヨアヒム・ヴェラー, TSVミュンヘン1860, RLズュート - ホースト・ベアティル, ボルシア・ドルトムント, RLヴェスト - ホースト・ベアク, SVレヒリンク・フェルクリンゲン, RLズュートヴェスト - ルドルフ・ナフツィガー, LASK - ブークハート・エーラー, VfBパイネ, LLニーダーザクセン - ミヒャエル・ポリュフカ, FCアドミラ・ヴァッカー・マリア・エンツェルスドルフ - ゲオーク・バイヒレ, SpVgg07ルートヴィヒスブルク, RLズュート, シーズン途中 - ヴェアナー・フックス (サッカー選手), SCプロイセン・ミュンスター, RLヴェスト, シーズン途中 - ヴィリ・ゲッツ, SVメッペン, RLノルト, シーズン途中                                        |

### アイントラハト・ブラウンシュヴァイク
今季成績： 17位, 監督： オットー・クネフラー, 1971/72: 12位
| 入団 | - ハンス＝ユアゲン・ヘルフリッツ, 33-1, ハンブルガーSV, BL - アラン・ミケールセン, 22-0, FCナント - ベント・イェンセン (サッカー選手), 18-2, FCジロンダン・ドゥ・ボルドー - ジークバート・シェアツァー, 出場なし, ヴュルツブルガーFV04, ALバイエルン                             |
| 退団 | - ローター・ウルザス, ヴィーナーSC, シーズン途中 - ホアスト・ヴォルター, ヘルタBSC, BL - マンフレート・キップ, 1. FSVマインツ05, RLズュートヴェスト - ライナー・スクロツキ, SpVgg07ルートヴィヒスブルク, RLズュート - ライナー・スロドチュク, アマチュア降格, LLニーダーザクセン |

### SCロート=ヴァイス・オーバーハオゼン
今季成績： 18位, 監督： ギュンター・ブロッカー (-1972.11.1) →フリートヘルム・コーブルーン (1972.11.2 - 12.31) →ハインツ・ムーラッハ (1973.1.1- ) , 1971/72: 15位
| 入団 | - ディーター・ハインリヒス, 21-2, ボナーSC, ALミッテルライン - カール＝ハインツ・アートマン, 18-3, LASK, シーズン途中 - フーゴー・ダウスマン, 3-0, ボルシア・ノインキルヒェン, RLズュートヴェスト - ヘアマン・カルデンホーフ, 1-0, アマチュアから昇格, ベツィルクスクラッセ・レヒター・ニーダーライン, シーズン途中 |
| 退団 | - ルートヴィヒ・デンツ, ハノーファー96, BL - ウーヴェ・クリーマン, アイントラハト・フランクフルト, BL - ベアント・ホフマン, VfRハイルブロン, RLズュート - ウルリヒ・カリウス, KASオイペン - フレート・ホフ, アルミニア・ギュータースロー, RLヴェスト, シーズン途中 - ヘアバート・リートケ (サッカー選手), アルミニア・ギュータースロー, RLヴェスト, シーズン途中 - フランツ・エーマンス, SVアルミニア・ハノーファー, RLノルト - ゲアト・フレーリヒ, フライブルガーFC, RLズュート, シーズン途中 - ヴォルフガン・ハーベル, アマチュア降格, ベツィルクスクラッセ・レヒター・ニーダーライン - フランツ=ヨーゼフ・ゾーヒャウ, 同上, |

## 主審[10]
| 名前                                      | 生年月日   | 所属協会           | 担当試合数 |   |
| ----------------------------------------- | ---------- | ------------------ | ---------- | - |
| ハインツ・アルディンガー                  | 1933-01-07 | ヴュルテンベルク   | 12         | 0 |
| ディートリヒ・バーゼドフ                  | 1930-07-17 | ハンブルク         | 7          | 0 |
| ディーター・ベアナー (審判員)             | 1938-08-07 | ヴュルテンベルク   | 8          | 0 |
| アルフォンス・ベッツ                      | 1928-11-21 | バイエルン         | 11         | 1 |
| フェアディナント・ビヴェアジ              | 1934-06-24 | ザールラント       | 11         | 0 |
| ゲアハート・ブー                          | 1935-04-21 | ニーダーザクセン   | 1          | 0 |
| ホアスト・ボナッカー                      | 1937-05-18 | 不明               | 1          | 0 |
| ヴェアナー・ブアガース                    | 1934-05-15 | ニーダーライン     | 3          | 0 |
| ヴォルフガン・ディットマー                | 1941-09-28 | ズュートヴェスト   | 6          | 0 |
| ヴァルター・エンゲル (審判員)             | 1939-05-15 | ザールラント       | 6          | 0 |
| ヴァルター・エシュヴァイラー              | 1935-09-20 | ミッテルライン     | 9          | 1 |
| カール＝ハインツ・フォアク                | 1930-07-13 | ヴェストファーレン | 4          | 0 |
| ルドルフ・フリッケル                      | 1932-07-16 | バイエルン         | 11         | 0 |
| ノアベアト・フックス                      | 1935-09-20 | ラインラント       | 5          | 1 |
| ペータ－・ガボーア                        | 1940-04-19 | ベルリン           | 8          | 1 |
| フィリップ・ゲン                          | 1926-05-04 | ズュートバーデン   | 8          | 0 |
| マンフレート・ハマー                      | 1938-04-15 | ヴェストファーレン | 3          | 0 |
| ヴィルフリート・ハーゼルベアガー          | 1940-03-18 | ヴュルテンベルク   | 1          | 0 |
| ディーター・ヘッケロート                  | 1939-07-04 | ヘッセン           | 1          | 0 |
| ゲアト・ヘニヒ                            | 1935-04-24 | ニーダーライン     | 10         | 0 |
| ヴィルフリート・ヒルカー                  | 1930-08-14 | ヴェストファーレン | 7          | 0 |
| ハンス・ヒレブラント                      | 1935-06-12 | ニーダーライン     | 6          | 0 |
| マンフレート・ホッペ                      | 1939-12-21 | ブレーメン         | 1          | 0 |
| ヴァルター・ホアストマン                  | 1935-08-28 | ニーダーザクセン   | 9          | 0 |
| フォルカー・フスター                      | 1941-08-28 | ラインラント       | 1          | 0 |
| ペーター・カウフマン (審判員)             | 1932-04-23 | 不明               | 1          | 0 |
| パウル・キンダーファーター                | 1940-01-24 | ミッテルライン     | 5          | 0 |
| マックス・クラウザー                      | 1937-07-04 | バイエルン         | 6          | 0 |
| ギュンター・リン                          | 1935-03-16 | ラインラント       | 8          | 0 |
| ヘアベアト・ルッツ                        | 1930-05-01 | ブレーメン         | 7          | 0 |
| ゲアト・モイザー                          | 1936-06-26 | ズュートヴェスト   | 7          | 1 |
| ヴァルター・ニーマン (審判員)             | 1933-01-01 | ハンブルク         | 2          | 0 |
| クラウス・オームゼン                      | 1935-10-16 | ハンブルク         | 9          | 0 |
| カール＝ハインツ・ピッカー                | 1928-09-26 | ハンブルク         | 4          | 0 |
| ハインツ・クヴィンドー                    | 1933-08-28 | ズュートヴェスト   | 8          | 0 |
| ヤン・レデルフス                          | 1935-08-20 | ニーダーザクセン   | 7          | 0 |
| カール・リーク                            | 1929-11-15 | バイエルン         | 10         | 0 |
| フォルカー・ロート                        | 1942-02-01 | ニーダーザクセン   | 4          | 0 |
| エルマー・シェーファー (審判員)           | 1940-07-20 | ハンブルク         | 2          | 0 |
| エーバーハート・シュモーク                | 1937-04-12 | ズュートバーデン   | 1          | 0 |
| ルドルフ・シュレック                      | 1933-12-02 | 不明               | 8          | 0 |
| ゲアハート・シューレンブアク              | 1926-10-11 | ニーダーザクセン   | 11         | 0 |
| ユアゲン・シューマン (審判員)             | 1940-05-02 | ラインラント       | 1          | 0 |
| フリッツ・ザイラー (1927年生まれの審判員) | 1927-08-14 | ヴュルテンベルク   | 8          | 0 |
| ゲアト・ジーペ                            | 1929-07-27 | ミッテルライン     | 5          | 0 |
| クアト・チェンシャー                      | 1928-10-05 | バーデン           | 12         | 0 |
| ハンス・フォス (審判員)                   | 1928-08-10 | ヴェストファーレン | 2          | 0 |
| フランツ・ヴェンゲンマイアー              | 1926-03-14 | バイエルン         | 7          | 0 |
| ハンス＝ヨアヒム・ヴェイラント            | 1929-09-29 | ニーダーライン     | 9          | 0 |
| マンフレート・ヴィヒマン                  | 1937-10-02 | ヴェストファーレン | 5          | 0 |
| ディーター・ヴォールファート              | 1939-01-11 | ヘッセン           | 2          | 0 |
| ウド・ツハントケ                          | 1936-12-28 | ベルリン           | 4          | 0 |
| ホアスト・ツュールケ                      | 1937-10-17 | ベルリン           | 1          | 0 |
| 通算:                                     | 通算:      | 通算:              | 306        | 5 |
| 出典: weltfussball.de                     |            |                    |            |   |